# La trepadora (telenovela)
La trepadora es una telenovela venezolana producida y transmitida por la cadena RCTV en el año 2008. Historia original de Rómulo Gallegos, adaptada por Ricardo Hernández Anzola.
Está protagonizada por Norkys Batista y Jean Paul Leroux, y con las participaciones antagónicas de Emma Rabbe, Aroldo Betancourt y  Ana Karina Casanova.

## Sinopsis
Nicolás del Casal es descendiente de los antiguos dueños de Cantarrana, la hacienda en donde ha estado viviendo su medio tío, Hilario Guanipa, y su familia. Nicolás, que se ha criado en Europa, regresa a Venezuela para reencontrarse con su pasado y también recuperar la propiedad que un día perdió su padre, Jaimito del Casal. Ya en su país natal, Nicolás se encontrará con su media prima, Victoria Guanipa, la hija de Hilario.
Victoria es una mujer fuerte y ambiciosa que vive para demostrarle al mundo que ha nacido para mandar, pero también es dulce e ingenua. Criada en la seguridad de Cantarrana, la llegada de Nicolás a Caracas supone para ella un conflicto interno, ya que siente que ya no es la única en la hacienda, sino solo una más.
Hilario creció en el odio hacia sus medio hermanos, Jaimito y Fernanda, que siempre lo hicieron sentir inferior a ellos y bajo el prejuicio social de ser un hijo ilegítimo. Su odio lo convirtió en un hombre despiadado que se apoderó de manera fraudulenta de la hacienda sin importarle los derechos de los herederos legítimos. Su acción motivó el suicidio de Jaimito del Casal, su medio hermano, quien se quitó la vida al verse despojado de lo que era suyo y de su familia.

## Elenco
- Norkys Batista - Victoria Guanipa Salcedo
- Jean Paul Leroux - Nicolás Del Casal
- Ana Karina Casanova - Florencia Zapata
- Marialejandra Martín - Adelaida Salcedo de Guanipa
- Emma Rabbe - Fernanda Del Casal de Alcoy
- Aroldo Betancourt - Hilario Guanipa
- Ricardo Bianchi - Carlos Hansen
- Jalymar Salomón - Antonieta Alcoy Del Casal
- Gonzalo Velutini - Leopoldo Alcoy
- Johanna Morales - Clementina
- Miguel Ángel Cardiel - Jack Builder
- María Cristina Lozada - Carmen "Carmencita" Salcedo
- Kimberly Dos Ramos - Eugenia Alcoy Del Casal
- Luis Fernando Sosa - Federico Alcoy Del Casal
- Gabriel López - Yosmir
- José Ramón Barreto - Chabeto
- Alberto Alifa - Rosendo Zapata
- Sandra Díaz - Francia Laretti
- Jesús Seijas - Zambrano
- Luke Grande - Caravaggio
- Jeanette Flores - Yajaira
- Erick Ronsó - Felipe Osuna
- José Madonía - Jonás
- Aleska Díaz-Granados - Isaura
- César Suárez - Moncho
- Marlene Maceda - Liliana García
- Iriana Martínez - Genara
- José Leal - Sigfrido
- Alvarado Brayan - Peñaranda
- Alejandro Otero - Sergio
- Luis Tabares - Alejandro Guanipa

## Temas musicales
- Solamente tú de: Rommel Rodríguez - (Tema principal de Victoria y Nicolás)
- Ando pendiente de: Cuarto Poder - (Tema de Eugenia y Yosmir)
- Nuestro amor será de: Rhapsodia - (Tema de Clementina y Felipe)

## Producción
- Titular de Derechos de Autor de la obra original - Radio Caracas Televisión (RCTV) C.A.
- Producida por - Radio Caracas Televisión C.A.
- Novela original de - Rómulo Gallegos
- Escrita por - Ricardo Hernández Anzola
- Libretos - Ana Carolina López, Carmen García Vilar, Sergio Espluga, Gloria Soares, Ricardo Hernández Anzola
- Vice-Presidente de Dramáticos, Humor y Variedades RCTV Radio Caracas Televisión C.A. - José Simón Escalona
- Gerente de Proyecto - Johny Pulido Mora
- Dirección General - Vicente Albarracín
- Producción General - Mileyba Álvarez Barreto
- Dirección de Arte - Ana Rosa Gallegos
- Dirección de Exteriores - José Manuel Carvajal
- Producción de Exteriores - Alexandra Ramírez Yánez
- Dirección de Fotografía - Michael Montes
- Edición - Cacho Briceño
- Música Incidental - Francisco Cabrujas
- Musicalización - Rómulo Gallegos
- Diseño de Vestuario - Érika Báez
- Coordinador - Wilkeman Sánchez
- Escenografía - Xhimena Herrera
- Gerente de Contenidos Dramáticos - Juan Pablo Zamora
- Sonido - Franklin Ostos
- Equipo de ambientación - Carolina Peraza

## Curiosidades
- Esta novela compitió en su momento con Torrente, un torbellino de pasiones de Venevisión para el año 2008, curiosamente ambas fueron repetidas en 2017 bajo el horario vespertino, aunque en esta oportunidad Televen transmitió la historia de Rómulo Gallegos debido a la ausencia del canal de Quinta Crespo.

## Otras versiones
- La primera versión audiovisual, para la pantalla cinematográfica, de la obra de Rómulo Gallegos se efectuó en México, en 1944, producida por CLASA Films Mundiales, dirigida por Gilberto Martínez Solares, con guion escrito y adaptado por el mismo Rómulo Gallegos y las actuaciones de María Elena Marqués, Sara García, entre otras luminarias del cine de oro mexicano.[1]

- La primera versión televisiva de La trepadora se transmitió en el año 1975, también por RCTV. Fue protagonizada por la célebre Doris Wells, el veterano Gustavo Rodríguez y Oscar Martínez.